# Лихиня
Лихѝня (на полски: Lichynia) е село в Южна Полша, Ополско войводство, Стшелецки окръг, Община Лешница. Според Полската статистическа служба към 31 декември 2009 г. селото има 444 жители.

## Местоположение
Разположено е на около 4 km източно от общинския център Лешница.